# Iamthemorning
Iamthemorning je ruski progresiv rok duo koji je nastao 2010. godine. Njega čine pevačica Marjana Semkina i pijanista Gleb Kolyadin.

## Biografija
Ovaj duo je nastao početkom 2010. Njihovo ime je nastalo zbog pesme "I Am the Morning" iz prvog albuma Effloresce, benda Oceansize. Sami su izdali svoj prvi album, ~, u aprilu 2012.
Njihov drugi studijski album, Belighted, je objavljen od strane izdavačke kuće Kscope u septembru 2014. Snimanje i miks ovog albuma su radjeni u Londonu od strane producenta Marcel van Limbek (Tori Ejmos), na albumu je gostovao Gevin Herison iz benda Porcupine Tree.
Na trećem studijskom albumu, Lighthouse, gostovao je basista, Kolin Edvin, takođe iz benda Porcupine Tree, i vokalista Mariuš Duda iz benda Riverside. Bend je producirao sva tri albuma.
Takođe je podržao Riverside, Árstíðir, i Gazpacho na njihovoj turneji 2015 i osvojio Album of the Year nagradu za album Lighthouse na Progressive Music Awards 2016. godine.

## Muzički stil
Muzika ovog benda se često opisuje kao "Kamerni Prog" ili "Kamerni Progresiv Rok" jednako od strane kritičara i samog benda, zbog spoja kamerne muzike i progresivnog roka.
Iako su Marjana Semkina i Gleb Kolyadin jedini zvanični članovi ovog benda, postoji i mnogo više muzičara poput gitarista, basista, bubnjara, gudačkih kvarteta i drugih izvođača.

## Diskografija

##### Studijski albumi
- ~ (2012)
- Belighted (2014)
- Lighthouse (2016)
- Ocean Sounds (2018)

##### EPs
- Miscellany (2014)

##### Lajv albumi
- From the House of Arts (2015)

##### DVDs
- Ocean Sounds (2018)

## Spoljašnje veze
- Zvanični veb-sajt
- Bandcamp
- Kscope